# サンタ・ジュスティーナ
サンタ・ジュスティーナ（伊: Santa Giustina）は、イタリア共和国ヴェネト州ベッルーノ県にある、人口約6,600人の基礎自治体（コムーネ）。

## 地理

### 位置・広がり

#### 隣接コムーネ
隣接するコムーネは以下の通り。
- ボルゴ・ヴァルベッルーナ
- チェジオマッジョーレ
- サン・グレゴーリオ・ネッレ・アルピ
- セーディコ
- ソスピローロ

### 気候分類・地震分類
気候分類では、zona F, 3071 GGに分類される。
また、イタリアの地震リスク階級 (it) では、zona 2 (sismicità media) に分類される。

## 行政

### 分離集落
サンタ・ジュスティーナには、以下の分離集落（フラツィオーネ）がある。
- Bivai, Callibago, Campel, Campo, Carfai, Casabellata, Cassol, Castel, Cergnai, Coldiferro, Colvago, al Cristo, Dussano, Fant, Formegan, Fornaci, Gravazze, Ignan, Lasserai, Marianne, Mas, Meano, Morzanch, Piovena, Salmenega, Salzan, San Martino, Santa Libera, Santa Margherita, San Vittore Veses, Sartena, Villa di Pria, Volpere

## 姉妹都市
- São Valentim、ブラジル